# Unomattina
Ne doit pas être confondu avec Una mattina.
Unomattina est une émission de télévision matinale italienne diffusée depuis 1986 sur la première chaîne de télévision publique Rai 1. Elle a été présentée entre autres par Daniela Ferolla, Piero Badaloni, Benedicta Boccoli, Angela Cavagna, Antonella Clerici, Elisabetta Gardini et Luca Giurato. Aujourd'hui, par Franco Di Mare et Elisa Isoardi.
Depuis 2011, le vice-champion du monde de la pâtisserie, Domenico Longo présente une chronique gastronomique dans cette émission.

## Concept
L'émission est composée de chroniques. Elle est entrecoupée de flash infos.

## Histoire

### Semaine
Depuis 1992, Unomattina a sa déclinaison estivale appelée Unomattina Estate qui a lui-même depuis 2011 des déclinaisons de celle-ci.
Depuis 2014, il est diffusé de 6 h 45 à 9 h 50. Elle est précédée de Il caffè di RAIUNO et de TG1 ore 6:30 et est suivi de Storie Vere et de A conti fatti - La parola a voi.

### Week-end
En 2002, Rai 1 lance Unomattina Sabato e domenica. L'émission s'arrêtera en 2004.
En 2009, Rai 1 lance Unomattina Weekend, puis sera remplacé en 2010 par Mattina in famiglia diffusé en simultané sur Rai 2. Un an plus tard, Mattina in famiglia sera déplacé sur Rai 1 et s'appelle donc Unomattina in famiglia.
Enfin en 2015, la première déclinaison du programme est Sabato In.

## Déclinaisons
- A conti fatti - La parola a voi (depuis 2014)
- Il caffè di RAIUNO (depuis 2014)
- Euro Mattina 2008 (2008)
- SOS Unomattina (2002-2003)
- Unomattina Magazine (2013-2014)
- Unomattina Occhio alla spesa (2012-2013)
- Unomattina Rosa (2012-2013)
- Unomattina Storie vere (depuis 2011)
- Unomattina Verde (2013-2014)
- Utile e Futile (1993-1994)
- Utile e Futile vi invita tutti a tavola (1994-1995)
- Verdemattina (1995-1998)

Déclinaisons diffusés en fin de semaine
- Unomattina Sabato e domenica (2002-2004)
- Unomattina Weekend (2009-2010)
- Unomattina in famiglia (depuis 2011)
  - Sabato In (depuis 2015)

Déclinaisons estivales
- Unomattina Estate (depuis 1992)
  - Effetto Estate (2015)
  - Mezzogiorno italiano - Unomattina per Expo (2015)
  - Unomattina Estate Ciao, come stai? (2013)
  - Unomattina Estate Dolce casa (2014)
  - Unomattina Estate in giardino (2003)
  - Unomattina Estate Sapore di sole (2014)
  - Unomattina Estate Talk (2013)
  - Unomattina Estate VitaBella (2012)
  - Unomattina Estate Weekend (2003, 2011)